# فريدا كارلسون
فريدا كارلسون (بالسويدية: Frida Karlsson)‏ هي منافسة ألعاب القوى سويدية، ولدت في 10 أغسطس 1999 في Sollefteå ‏ في السويد.

## وصلات خارجية
- فريدا كارلسون على موقع الاتحاد الدولي لألعاب القوى (الإنجليزية)
- فريدا كارلسون على موقع الاتحاد الدولي للتزلج (التزلج الريفي) (الإنجليزية)
- فريدا كارلسون على موقع أوليمبيديا (الإنجليزية)
- فريدا كارلسون على موقع اللجنة الأولمبية السويدية (السويدية)